# 風のワダツミ
風のワダツミ（かぜのワダツミ）は、携帯電話専用のオンラインゲーム。

## 概要
株式会社セガが運営・提供する携帯サイト、★ぷよぷよ!セガアプリのコンテンツの一つ。

## あらすじ
13世紀中国大陸、フビライは国号を元とし悲願である中国統一を果たすべく、南宋に攻め込んだ。1276年、ついに南宋の首都臨安は包囲されたが、戦闘は膠着し睨み合いが続いていた。時同じくして文天祥は、南宋を救うべく追手を逃れて臨安に向かっていた。それを追う一人の少年が、天連山でフビライからの密使を待っていた。

## 登場人物
清河（せいが）
主人公。18歳。バヤンを尊敬しフビライのために戦う。生真面目な性格で、女性に鈍感。四神に選ばれし者の一人「青龍」。
ある日養母から、自身の出生の秘密を聞かされる。
可霊（かれい）
アジュの娘で清河の幼馴染。18歳。四神に選ばれし者の一人。元気満々の少女。
趙炎（ちょうえん）
若くしてバヤンの参謀を務めている。22歳。四神に選ばれし者の一人。剣術の達人で学問の天才。
ユリア
イスラム出身。20歳。四神に選ばれし者の一人。鞭とダガーの使い手で、白い虎を飼っている。
バヤン
征南軍の元帥。33歳。若い頃フビライの弟フラグの征西に参加し将軍となる。天下一の腕力の持ち主。
文天祥（ぶんてんしょう）
南宋を支え続ける丞相。38歳。私財を投げ売って義勇軍を結成。
文官（ぶんかん）
フビライの側近。28歳。お調子者だが小心。主に伝言や後始末など下っ端仕事が多い。
マルコ
ヴェネチアからやってきた商人。25歳。好奇心旺盛で無類の女好き。
アジュ
モンゴル一の猛者で、常に先鋒を務める。42歳。清河をわが子のように可愛がっている。
南泰行（まなみやすゆき）
日本人の商人。27歳。ケチだがなかなかの切れ者。不気味な妖術を使う。
フビライ・ハーン
大元帝国の皇帝。65歳。多くの有能な部下を持つ。チンギス・ハーンの孫。
霜雲（そううん）
清河の養母で、張弘範の妻。体が弱く、滅多に外出しない。
正丈（まさたけ）
清河の剣の師匠。日本人。長年フビライの護衛を務めてきたが、ある夜、王宮に侵入した刺客と相打ちになった。

## システム

### 戦闘

#### 自動戦闘
通常戦闘
状況に応じて、臨機応変に戦う。
安全第一
攻撃より回復重視。
全力奮戦
技能などを多用し、キャラの能力全開で戦う。
慎重応戦
ＨＰが少ないときは防御し続ける。
ＭＰ不消費
ＭＰを使わずに戦う。
道具不使用
道具を使わずに戦う。

#### 手動戦闘
「攻」、「技」、「防」、「道」、「逃」のコマンドを使って、マニュアルで戦闘する。

#### 特殊技
神風

### 功能
人物記事
人物の詳細を紹介。
事件記事
事件の詳細を紹介。
場所
場所の詳細を紹介。
記録
旅の記録を行う。
設定
音量と振動の設定。
ヘルプ
ヘルプを表示。
タイトルへ
タイトル画面に戻る。

## 仕掛け
滑り
押す
火舎利
針地獄
蝋燭の陣
隠し床

## ミニゲーム
宝あて
大都で1回10金で遊べる。3個の宝箱から1つを選ぶ。宝箱の中身は掛け金2倍、そのまま、全額没収。
勝った掛け金は次回に持ち越せる。
石ころ取り
通商道で遊べる。対戦相手と交互に石を1～3個取り合い、最後の1個を取ったほうが負けになる。